# Кокошинский сельсовет
Кокошинский сельсовет — сельское поселение в Чулымском районе Новосибирской области Российской Федерации.
Административный центр — село Кокошино.

## История
Статус и границы сельского поселения установлены Законом Новосибирской области от 2 июня 2004 года № 200-ОЗ «О статусе и границах муниципальных образований Новосибирской области»

## Население
| 2002 | 2010  | 2012  | 2013  | 2014 | 2015 | 2016 |
| ---- | ----- | ----- | ----- | ---- | ---- | ---- |
| 1266 | ↘1065 | ↘1045 | ↘1010 | ↘994 | ↘970 | ↗976 |
| 2017 | 2018  | 2019  | 2020  | 2021 |      |      |
| ↘955 | ↘923  | ↘907  | ↘881  | ↘858 |      |      |

## Состав сельского поселения
| № | Населённый пункт               | Тип населённого пункта       | Население |
| - | ------------------------------ | ---------------------------- | --------- |
| 1 | Кокошино                       | село, административный центр | ↘881      |
| 2 | Красновка                      | посёлок                      | ↘150      |
| 3 | Остановочная Платформа 3192 км | населённый пункт             | →2        |
| 4 | Суворинский                    | посёлок                      | ↘21       |
| 5 | Чувашкино                      | посёлок                      | ↗11       |